# Prințesa Ecaterina a Greciei și Danemarcei
Prințesa Ecaterina a Greciei și Danemarcei (greacă Πριγκίπισσα Αικατερίνη της Ελλάδας και Δανίας) (4 mai 1913 – 2 octombrie 2007) a fost al șaselea copil și a treia fiică a regelui Constantin I al Greciei (1868–1923) și a reginei Sofia a Prusiei (1870–1932).

## Primii ani

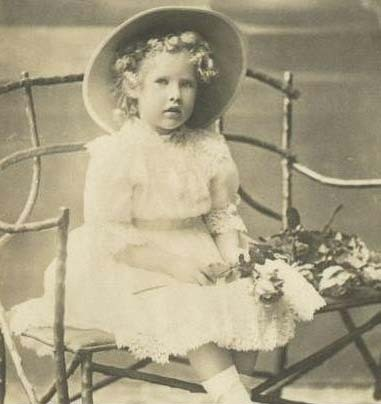
Prințesa Ecaterina în 1917.

Prințesa Ecaterina a fost ultimul copil al regelui Constantin I al Greciei și a reginei Sofia a Prusiei. Bunicii paterni au fost regele George I al Greciei (fiu al regelui Christian al IX-lea al Danemarcei) și regina Olga Constantinovna a Rusiei (fiica Marelui Duce Constantin Nicolaevici al Rusiei). Bunicii materni au fost împăratul Frederic al III-lea al Germaniei (fiul împăratului Wilhelm I al Germaniei) și împărăteasa Victoria (fiica cea mare a reginei Victoria). Străbunicul patern era supranumit "socrul Europei" în timp ce străbunica maternă era supranumită "bunica Europei".
Ecaterina s-a născut la Palatul regal din Atena la 4 mai 1913 într-un context tulbure; cu câteva săptămâni înainte, bunicul ei, regele George I, a fost asasinat la Salonic la scurt timp după ce greci au ocupat orașul cu ocazia Primului Război Balcanic. Ea avea trei frați: George, Alexandru și Paul (fiecare din ei va deveni rege al Greciei) și două surori: Elena (care se va căsători cu Carol al II-lea al României) și Irene. Prințul Filip, Duce de Edinburgh, viitorul soț al reginei Elisabeta a II-a a Regatului Unit, era verișorul ei primar. Când a fost botezată, membrii armatei și ai marinei grecești au devenit nașii ei.
Copilăria timpurie a prințesei a fost profund marcată de Primul Război Mondial și de atitudinea amenințătoare a guvernelor Antantei față de părinții ei. Regina Sofia era sora kaiserului Wilhelm al II-lea al Germaniei iar regele Greciei a fost acuzat de aliații săi că politica lui era germanofilă. La 14 iulie 1916 un incendiu a izbucnit la Palatul regal Tatoi în timp ce Ecaterina și familia sa se aflau acolo. Câteva luni mai târziu, la 1 decembrie 1916, după o încăierare între rezerviștii greci și trupele franco-britanice, flota aliată a bombardat Atena și palatul regal. Nici un membru al familiei regale nu a fost rănit însă regina și copiii au fost obligați să se ascundă în beciurile palatului timp de două ore pentru a se proteja de explozii.

## Primul exil

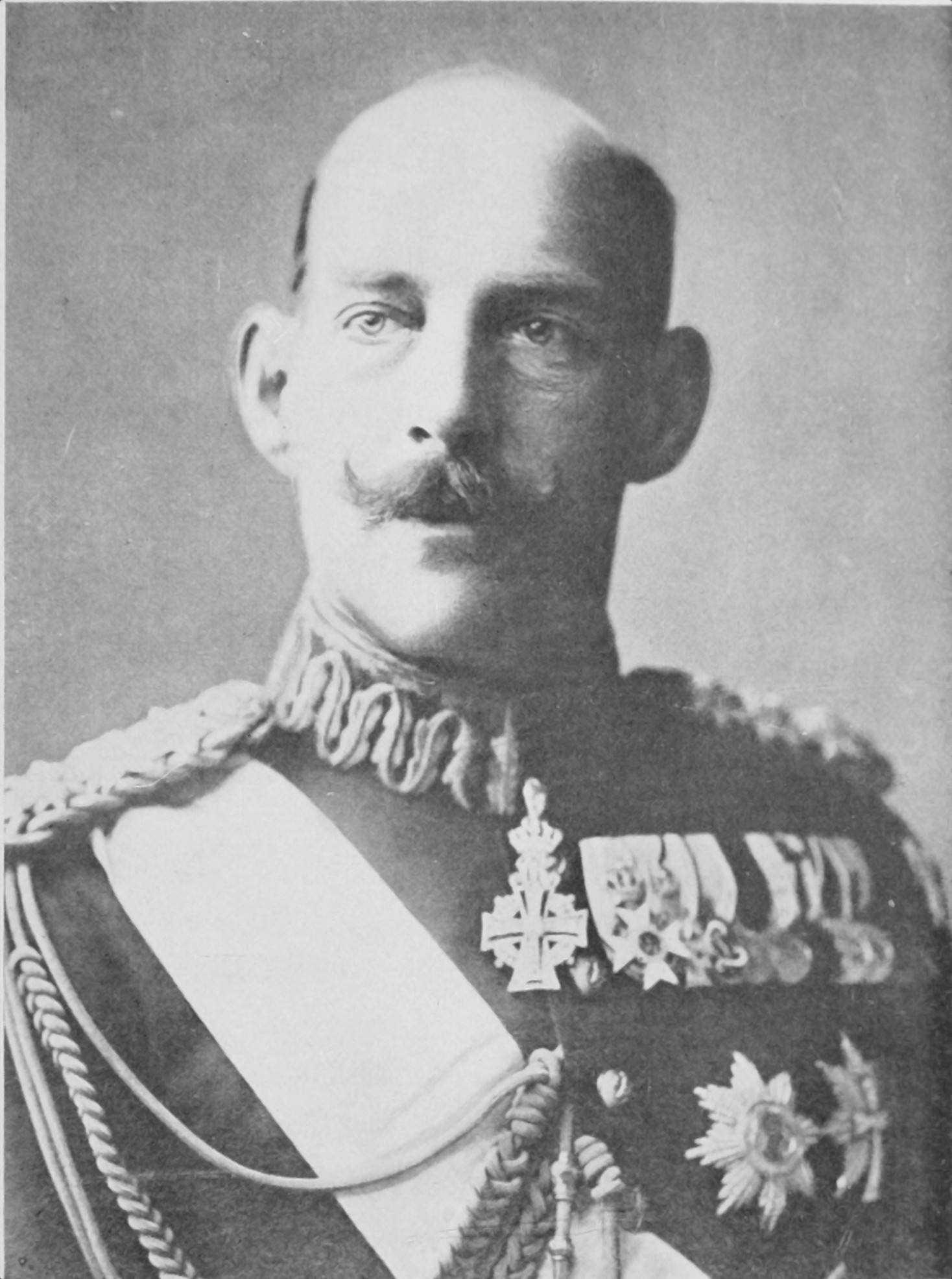
Regele Constantin I al Greciei, tatăl Ecaterinei.

După revoluția rusă din 1917 și detronarea țarului Nicolae al II-lea, Constantin I a pierdut sprijinul Rusiei în cadrul Antantei. Astfel, la 10 iunie 1917,  Charles Jonnart, înaltul comisar aliat în Grecia a impus guvernului elen abdicarea regelui și înlocuirea lui cu un alt prinț deoarece prințul George era considerat germanofil. Sub amenințarea debarcării a 100.000 de trupe în Pireu, suveranul a abandonat coroana în favoarea celui de-al doilea fiu, prințul Alexandru..
La 11 iunie, Ecaterina și familia ei au părăsit palatul de la Atena iar a doua zi familia regală a părăsit Grecia prin Oropos și a luat calea exilului. Ecaterina avea patru ani și a fost ultima dată când și-a văzut fratele Alexandru, care era acum noul rege. Primul ministru Eleftherios Venizelos care și-a asumat puterea întregii țări a interzis orice contact între Alexandru și familia lui.
Ecaterina și familia ei s-au stabilit în Elveția, inițial la St. Moritz apoi la Zürich. În exilul lor au fost urmați aproape de întreaga familie regală care a părăsit Grecia care intrase în război de partea Antantei. Situația financiară a lui Constantin și Sofia nu era strălucită iar regele, marcat de un puternic sentiment al eșecului, s-a îmbolnăvit. În 1918 el a contactat gripa spaniolă și a fost aproape de moarte.

## Întoarcerea în Grecia
La 25 octombrie 1920, moartea bruscă a tânărului rege Alexandru I cauzată de o septicemie în urma unei mușcături a unei maimuțe, a provocat o criză instituțională. Situația era agravată și de războiul greco-turc (1919-1922). La alegerile legislative din noiembrie, susținătorii lui Venizelos au fost învinși iar șeful lor a ales să plece în exil la Paris după ce a încredințat regența reginei Olga. În cele din urmă, s-a organizat un referendum care a fost contestat și în care 99% dintre participanți au votat pentru revenirea regelui Constantin..
Întoarcerea suveranilor și a copiilor lor în capitala elenă s-a făcut în triumf. Cu toate acestea, fericirea a fost de scurtă durată pentru Ecaterina și familia ei. În primul rând, pentru că după moartea lui Alexandru, copiii lui Constantin și ai Sofiei sunt dispersați: în 1921, Prințul George s-a căsătorit cu Prințesa Elisabeta a României iar Prințesa Elena s-a căsătorit cu Prințul Carol al României și a plecat să trăiască în țara soțului ei.
Mai presus de toate, scena politică grecească era otrăvită de război și, după înfrângerea în fața forțelor lui Mustafa Kemal, o lovitură de stat l-a forțat pe Constantin să părăsească puterea din nou, de data aceasta în favoarea fiului său cel mare.

## Al doilea exil

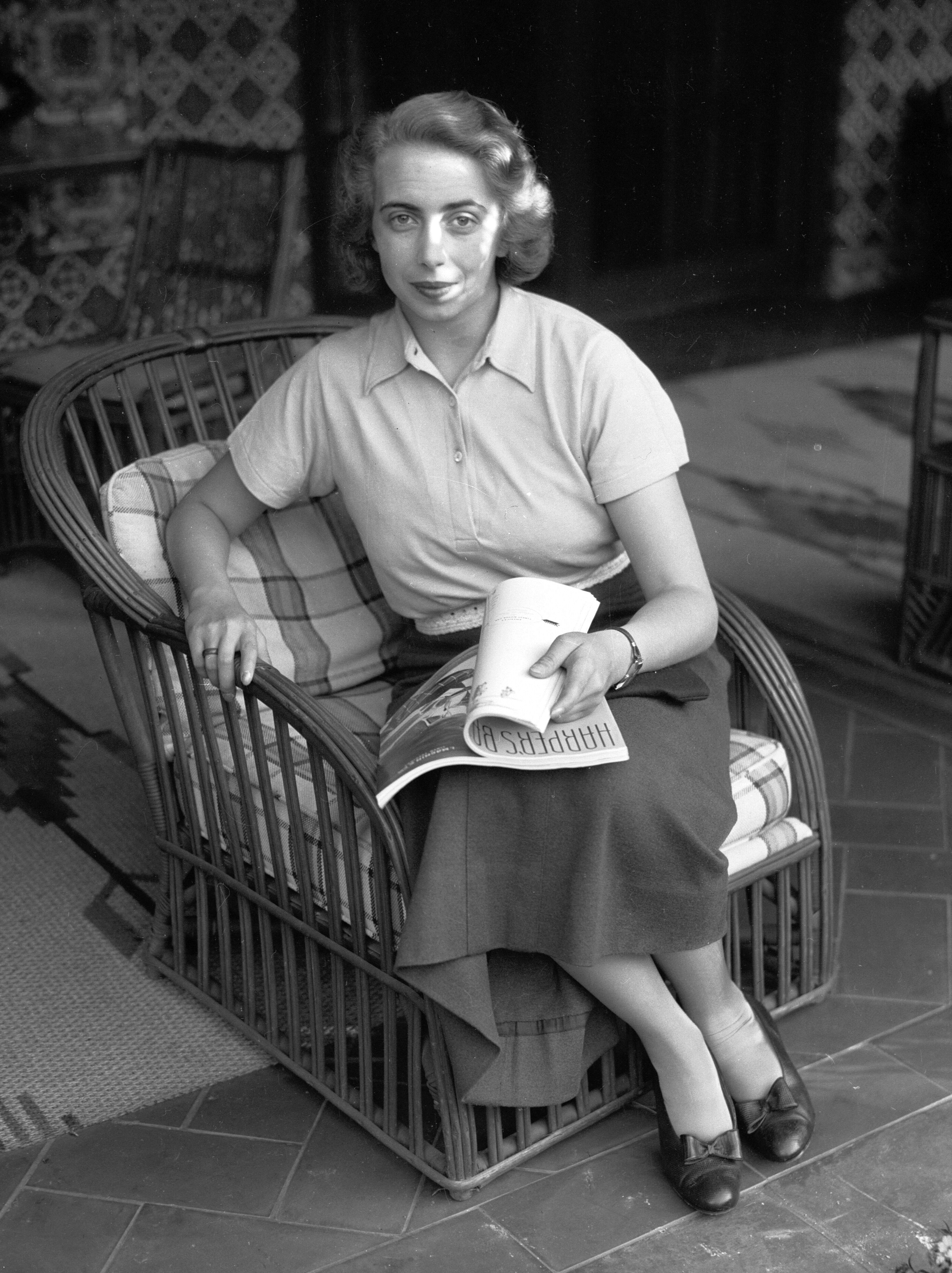
Lady Katherine Brandam, Prințesă a Greciei și Danemarcei, 1934.

La 30 octombrie 1922, Ecaterina, părinții ei și sora ei Irene au părăsit din nou Grecia. Exilații au fost întâmpinați de guvernul italian și s-au instalat la Villa Hygeia din Palermo, în Sicilia. Curând, regele care suferea deja de arterioscleroză, a căzut într-o depresie adâncă și-și petrecea ore întregi cu ochii în gol. La 11 ianuarie 1923, Constantin I a murit din cauza unei hemoragii cerebrale la vârsta de 54 de ani.
În 1924, în Grecia a fost proclamată a Doua Republică și George al II-lea și ultimii membri ai familiei regale încă prezenți în Grecia au fost obligați să-și părăsească țara. După ce membrilor familiei Oldenbourg li s-a luat naționalitatea greacă, tânăra Ecaterina a primit de la unchiul ei, regele Christian al X-lea al Danemarcei un pașaport danez.
Regina Sofia a solicitat vărul ei, regele George al V-lea al Regatului Unit, permisiunea de a trimite pe Ecaterina la o școală internat într-un colegiu din Broadstairs. Regele a fost de acord și, de asemenea, fata a studiat mai târziu, la prestigiosul colegiu "North Foreland Lodge" din Sherfield-on-Loddon. După absolvire, prințesa s-a întors să locuiască în Italia, împreună cu mama și sora ei Irene. În 1930, celor trei femei s-a alăturat și Elena a României care a părăsit Bucureștiul după întoarcerea pe tron a fostului ei soț.
În ianuarie 1932, regina Sofia a murit de cancer generalizat în Germania, când prințesa Ecaterina încă nu împlinise 19 ani. Sora ei mai mare Elena a cumpărat casa și prințesele au continuat să locuiască împreună. Viața lor era retrasă însă cele trei femei frecventau în mod regulat familia regală italiană care a fost întotdeauna primitoare cu ele de-a lungul exilului. În 1934, Ecaterina împreună cu sora ei Irene și cu viitoarea regină Elisabeta a II-a a Regatului Unit au participat la nunta verișoarei lor Prințesa Marina a Greciei și Danemarcei cu Ducele de Kent..
Cele trei prințese grecești au încercat prin relațiile lor să găsească o soție pentru fratele lor, prințul Paul, în vârstă de 34 de ani încă celibatar. În 1935, au profitat de prezența la Florența a verișoarei lor, Prințesa Frederika de Hanovra, și au creat legătura cu prințul moștenitor al Greciei. Părinții fetei erau reticenți față de această relație astfel încât Paul și Frederika s-au logodit în 1937.

## Restaurarea monarhiei

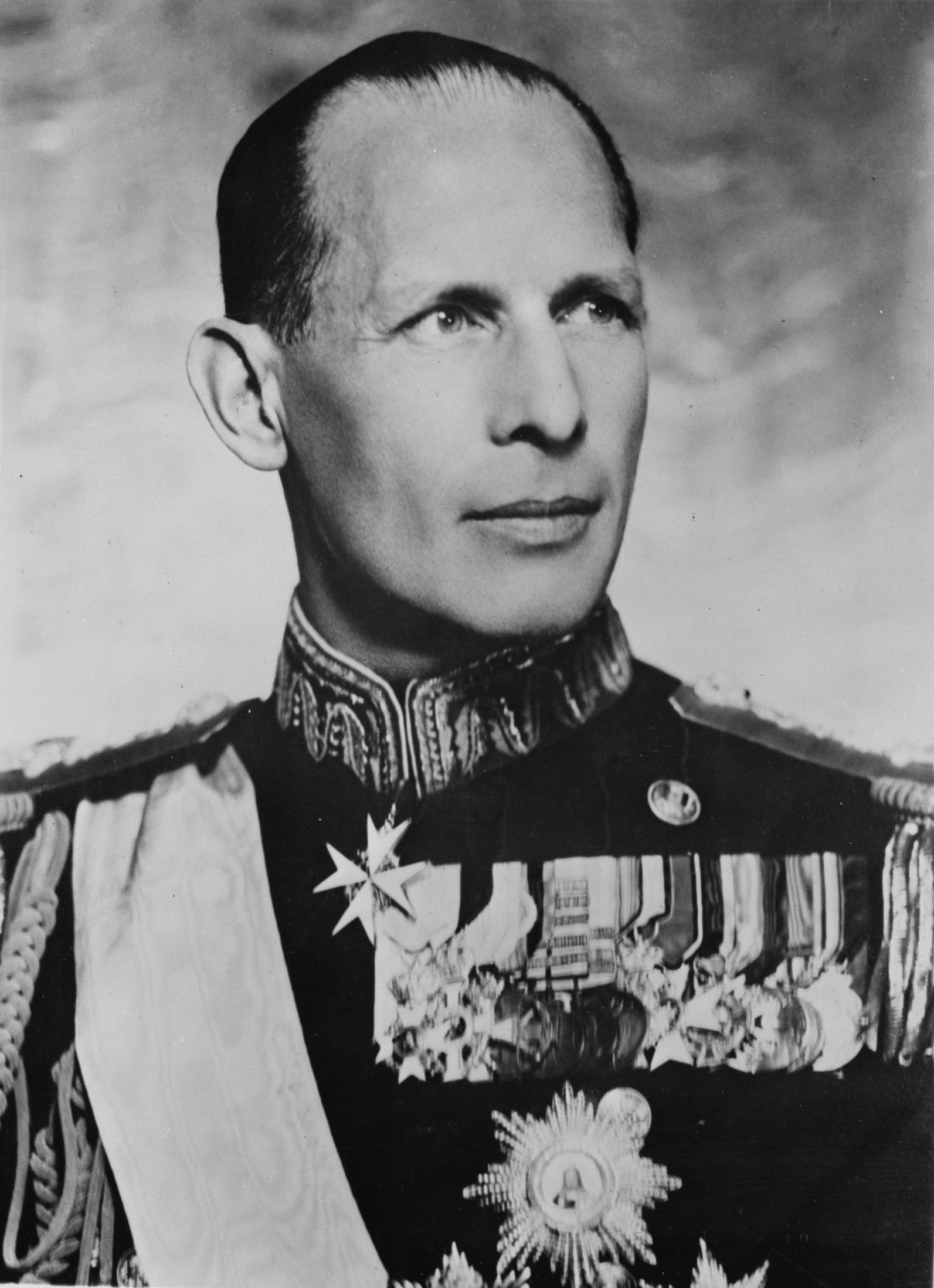
Fratele Ecaterinei, regele George al II-lea.

În noiembrie 1935, un referendum organizat de generalul Georgios Kondylis a restabilit monarhia în Grecia iar regele George al II-lea a revenit pe tron. Ecaterina și Irene s-au întors și ele și s-au instalat la palatul regal împreună cu fratele lor care divorțase de regina Elisabeta în iulie 1935.
La Atena, Ecaterina a început să se ocupe cu munca de caritate și să petreacă mult timp alături de familia ei. După 1937 și căsătoria prințului Paul cu Frederika de Hanovra, ea s-a apropiat de fratele ei și noua cumnată.
La 28 octombrie 1940 a izbucnit războiul italo-grec care a implicat Grecia în cel de-al Doilea Război Mondial. La începutul conflictului, prințesa Ecaterina s-a alăturat corpului de infirmiere voluntare de la Crucea Roșie.
La 22 aprilie 1941, prințesa Ecaterina s-a îmbarcat pentru Creta împreună cu unchiul și mătușa ei George al Greciei și Maria Bonaparte, cumnatele ei Frederika de Hanovra și Aspasia Manos și nepoții ei Constantin (viitorul rege al Greciei), Sofía (viitoarea regină a Spaniei) și Alexandra (viitoarea regină a Iugoslaviei). A doua zi s-au alăturat familiei și regele George al II-lea și prințul Paul. Însă Bătălia din Creta a făcut ca situația să devină foarte dificilă și Ecaterina împreună cu familia au fugit în Egipt la 30 aprilie, cu cincisprezece zile înainte de atacul parașutiștilor germani asupra insulei..
La 27 iunie Ecaterina a plecat spre Africa de Sud. Dorind să participe la efortul de război, Ecaterina a reluat, la scurt timp după sosirea ei, activitatea de asistentă medicală. A lucrat la spitalul Sf. Dunstan din Cape Town, împreună cu verișoara ei  Eugénie, și s-a ocupat în special de soldații orbi. În mai 1946, Ecaterina a părăsit Alexandria și s-a îmbarcat la bordul navei Ascania pentru a se alătura fratelui ei, regele George al II-lea, la Londra.
În timpul călătoriei, prințesa l-a cunoscut pe maiorul britanic Richard Brandram. Cei doi tineri s-au logodit în secret la trei săptămâni după ce au ajuns în Marea Britanie. În ciuda caracterului ei ilegal, logodna a fost acceptată de familia regală însă suveranul i-a cerut să păstreze tăcerea până la normalizarea situației politice grecești. referendumul din 1 septembrie 1946 a fost o mare victorie pentru familia regală; 69% dintre votanți s-au pronunțat în favoarea restaurației. George al II-lea s-a întors în Grecia însă a găsit o țară devastată de războiul civil și de luptele împotriva ocupanților. La Atena, Ecaterina s-a instalat la palatul regal.

## Căsătoria
În februarie 1947, George al II-lea a anunțat viitoarea căsătorie a surorii sale și a spus că evenimentul îi procură "o satisfacție deosebită". Ceremonia a fost programată pentru luna aprilie și însuși suveranul urma să conducă prințesa la altar. Cu toate acestea, regele a murit de arteroscleroză cu douăzeci de zile înainte de data nunții. Căsătoria nu a fost amânată însă s-a desfășurat în doliu.
La 21 aprilie 1947 Ecaterina s-a căsătorit cu maiorul Richard Brandram prin două ceremonii, una anglicană și alta ortodoxă. Căsătoria a avut un caracter privat și s-a desfășurat în sala de bal a palatului regal; noul monarh Paul I, a fost martorul prințesei.

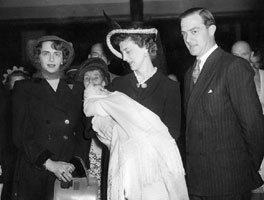
Ecaterina și soțul ei la botezul fiului lor, Paul Brandram, ținut în brațe de Prințesa Marina a Greciei și Danemarcei.

După luna de miere petrecută la vila colonelului Dimitrios Levidis, Ecaterina și soțul ei s-au instalat la Bagdad în Irak unde Richard era atașatul amasadei britanice. Cuplul s-a întors în Marea Britanie și a locuit întâi în cartierul londonez Belgravia apoi în orașul Marlow. Pentru a rezolva problema titlului și a rangului prințesei, regele George al VI-lea al Regatului Unit i-a acordat prințesei în iulie 1947 titlul de Lady Brandram și statutul de fiică de duce.
În Anglia, Ecaterina și soțul ei au dus o viață retrasă și discretă. La 1 aprilie 1948, la un an și o zi după moartea regelui George al II-lea al Greciei, Ecaterina a născut un fiu, Paul Brandram. Câteva săptămâni mai târziu, la 31 mai, copilul a fost botezat.
În decembrie 1967, în urma unei lovituri de stat, regele Constantin al II-lea al Greciei și famila au trebuit să părăsească Grecia și să plece în exil la Roma. Proprietățile familiei regale au fost confiscate. În 1979, decretul prin care au fost confiscate reședințele private ale fostei familii regale a fost abolit și palatele Tatoi și Mon Repos ca și ferma de la Polydendri au fost redate proprietarilor. În 1994, guvernul socialist al lui Andreas Papandreou a confiscat din nou și fără nici o compensare proprietățile fostei familii regale sub pretextul că au fost achiziționate de către conducătorii greci în împrejurări suspecte.
Regina Sofia a Spaniei, prințesa Irene, prințesa Ecaterina și nepoții ei au depus o plângere împotriva Greciei în fața Curții Europene a Drepturilor Omului. În noiembrie 2000, Curtea a recunoscut validitatea cererii lor și Atena a fost condamnată să compenseze prințesa și familia ei. Guvernul socialist a făcut apel, dar decizia a fost confirmată în 2002. Prin urmare, prințesa a primit de la țara ei natală o compensație de 300.000 de euro..

## Ultimii ani
În 1994, maiorul Richard Brandram a murit la vârsta de 82 de ani, după o boală lungă. Sănătatea Ecaterinei, acum văduvă, a intrat în declin și a fost nevoită să se deplaseze în cărucior cu rotile. Totuși, prințesa a continuat să facă câteva apariții publice. Ea a asistat la ceremonia care a marcat aniversarea a 80 de ani a vărului ei, prințul Filip, în 2001.
După decesul Infantei Beatriz a Spaniei în 2002, Ecaterina a fost ultima strănepoată în viață a reginei Victoria și ultimul nepot în viață al împăratului Frederic al III-lea al Germaniei și a împărătesei Victoria. A trăit aproape 87 de ani după decesul fratelui ei, regele Alexandru I iar după decesul ei, Contele Carl Johan Bernadotte al Suediei (n. 31 octombrie 1916) a devenit ultimul strănepot în viață al reginei Victoria.